# Karen Mantler
Karen Mantler (New York, 25 aprile 1966) è una tastierista, armonicista e cantante statunitense di musica jazz. Figlia di Carla Bley e Michael Mantler, con i quali ha spesso suonato e cantato, ha al suo attivo collaborazioni con diversi altri artisti, tra cui Robert Wyatt, Chris Cutler, Peter Blegvad, John Greaves e Steve Swallow.

## Biografia
Debuttò ancora bambina cantando negli album della Bley Escalator over the Hill (1971) e Tropic Appetites (1972). In seguito si è esibita anche suonando il glockenspiel, l'organo e l'armonica a bocca in molti album e concerti con la madre a partire dal 1977.
Dal 1985 studiò al Berklee College of Music di Boston grazie a una borsa di studio. Nel 1987 tornò a New York e formò un ensemble con cui registrò i suoi primi due album My Cat Arnold (1989) e Get the Flu (1990). Con questo gruppo si è esibita in diverse tournée europee, in alcuni locali di New York, nello spettacolo televisivo Night Music della NBC e al Montreal International Jazz Festival del 1991. Incise quindi i propri album Farewell (1996) e Pet Project (2000).
Particolarmente importante fu l'incontro con il musicista Robert Wyatt, collaborando nel suo album del 2003 Cuckooland. Alcuni brani della Mantler avevano attirato l'attenzione di Wyatt. Li provarono assieme e ne scelsero tre che costituirono la base di partenza per Cuckooland. Wyatt apprezzò anche l'originalità della sua voce e, oltre ad assegnarle alcune parti vocali dell'album, le fece registrare degli accordi su uno strumento a tastiera che può riprodurli, a cui diede il nome "karentron", utilizzato per la realizzazione del disco. In seguito avrebbe rinnovato la collaborazione con Wyatt ed avrebbe anche partecipato a diverse esibizioni di tributo al cantante britannico.
I musicisti più importanti con cui ha collaborato sono Steve Swallow, Motohiko Hino, il padre Michael Mantler, Terry Adams, Robbie Dupree, Artie Traum, Peter Blegvad, John Greaves, Chris Cutler, Dagmar Krause, Annie Whitehead, Tony Scherr e la band The Golden Palominos di Anton Fier. È apparsa in numerosi lavori del produttore statunitense Hal Willner. Oltre ad esibirsi, con Carla Bley ha lavorato anche come trascrittrice musicale, direttrice artistica ed assistente personale.
Ha creato il sito internet dell'etichetta musicale WATTxtraWATT, ha inoltre illustrato ogni copertina e libretto dei CD della WATT e XtraWATT dal 2003. Nello stesso periodo ha formato il proprio trio musicale con il bassista Kato Hideki e il polistrumentista Doug Wieselman. Il suo quinto album, Business Is Bad, fu pubblicato nel giugno 2014.

## Discografia
- 1989 - My Cat Arnold
- 1990 - Karen Mantler and Her Cat Arnold Get the Flu
- 1996 - Farewell
- 2000 - Pet Project
- 2014 - Business Is Bad